# Robert Haab
Robert Haab (Wädenswil, 8 agosto 1865 – Zurigo, 15 ottobre 1939) è stato un politico svizzero.
Nel dicembre 1917 è stato eletto nel Consiglio federale svizzero, rimanendovi fino al dicembre 1929. Nel corso del mandato ha guidato il Dipartimento federale dell'ambiente, dei trasporti, dell'energia e delle comunicazioni.
Era rappresentante del Partito Liberale Radicale.
Ricoprì la carica di Presidente della Confederazione svizzera due volte, nel 1922 e nel 1929.